# Флаг Чернского района
Флаг муниципального образования Че́рнский район Тульской области Российской Федерации — опознавательно-правовой знак, служащий официальным символом муниципального образования.
Флаг утверждён 27 декабря 2010 года и 29 марта 2011 года внесён в Государственный геральдический регистр Российской Федерации с присвоением регистрационного номера 6784.

## Описание
«Прямоугольное полотнище с отношением ширины к длине 2:3, состоящее из двух равных горизонтальных частей: белой и зелёной, поверх границы которых помещена чёрная волнистая полоса в 1/4 ширины флага, имеющая посередине жёлтую прямозубчатую горизонтальную полосу из герба района (в 1/10 ширины полотнища), и сопровождённую вверху зелёным, а внизу жёлтым снопом травы».

## Символика
Современный посёлок Чернь — центр Чернского района имеет многовековую историю. Первое упоминание о Черни относится к XVI веку. В середине века на земле князей Воротынских была сооружена крепость, ставшая важным стратегическим пунктом на самой южной окраине Русского государства, поставленным между Муравским шляхом и Пахнутцевой дорогой — важнейшими путями из Дикого поля к Москве. Позже, в тридцатых годах XVII века Чернь вошла в число городов Белгородской засечной черты, а также служила сборным пунктом войск. Роль Чернской земли в обороне Русского государства аллегорически отражена на флаге жёлтой зубчатой полосой.
В XVIII веке оформилась территория вокруг Черни получившей статус уездного города. Исторический герб города Черни, ставший основой флага района, символизирует историческое и культурное единство города и района.
Описание Высочайше утверждённого 8 (19) марта 1778 года герба Черни гласит: «В серебряном поле, протекающая река Чёрная; сей цвет доказывает её глубину, а по обеим её сторонам по зелёному снопу травы. (Старый герб)».
Основой экономики современного района является сельское хозяйство, в первую очередь растениеводство образно отражённое на флаге зелёным цветом — символом природы, здоровья, жизненного роста.
Жёлтый цвет (золото) — символ урожая, богатства, стабильности, уважения.
Белый цвет (серебро) — символ чистоты, совершенства, мира и взаимопонимания.
Чёрный цвет — символ плодородия, мудрости, скромности, вечности бытия.